# Premio Friuli Storia
Der Premio Friuli Storia, in Langform Premio nazionale di Storia contemporanea Friuli Storia, ist ein italienischer Literaturpreis, der jährlich für ein Buch zur Zeitgeschichte vergeben wird. Er wird seit 2014 jeden September in Udine (Friaul) vom Verein FriuliStoria für ein Buch verliehen, das Originalität, wissenschaftliche Gründlichkeit und das Potenzial für weite Verbreitung verbindet. Voraussetzung ist, dass das Buch in Italien ab dem 1. Januar des jeweils letzten Jahres erschienen ist und ein Thema der Geschichte des 19. oder 20. Jahrhunderts behandelt; Übersetzungen sind nicht zugelassen.
Der Preisträger wird in einem zweistufigen Verfahren ermittelt. Eine Jury von Fachhistorikern wählt bis Ende Mai jedes Jahres drei Finalisten aus. Unter ihrem Vorsitzenden Tommaso Piffer gehörten ihr 2016 Elena Aga Rossi, Roberto Chiarini, Ernesto Galli della Loggia, Charles Maier, Paolo Pezzino und Silvio Pons an. Für die Jahre 2017 bis 2019 kam noch Andrea Zannini dazu. Aus den drei Finalisten küren 200 Leser, die nicht dem akademischen Betrieb angehören, in einer zweiten Phase den Sieger. Damit soll das Bewusstsein für die Geschichte des eigenen Landes gerade unter Nicht-Experten geschärft werden. Der Preis ist damit die einzige Auszeichnung für Sachbücher auf nationaler Ebene in Italien, die von einer doppelten (Fach- und Laien-)Jury ausgewählt wird. Der Corriere della Sera hielt es für keinen Zufall, dass dieser „wichtige“ Preis im Nordosten Italiens geschaffen wurde, da diese auf Breitenwirkung angelegte Konstruktion derjenigen des venezianischen Premio Campiello ähnele und der Überzeugung Indro Montanellis entspreche. Getragen wird der Preis von der Region Friaul – Julisch Venetien, der Provinz Udine, der regionalen Sparkassenstiftung Fondazione CRUP und den historischen Vereinen Gorizias und Pordenones in Zusammenarbeit mit der Partisanenvereinigung Osoppo-Friaul und dem Friauler Institut für die Geschichte der Befreiungsbewegung. Der Sieger erhält 6000 Euro, die Finalisten jeweils 2000 Euro (Stand 2016).
Bisherige Preisträger waren:
- 2014: Lucia Ceci für L’interesse superiore. Il Vaticano e l’Italia di Mussolini.
- 2015: Leonardo Campus für I sei giorni che sconvolsero il mondo. La crisi dei missili di Cuba e le sue percezioni internazionali.
- 2016: Vladimiro Satta für I nemici della Repubblica.[7] Nominiert waren zudem Ettore Cinnella und Silvia Salvatici.[8]
- 2017: Maria Teresa Giusti für La campagna di Russia 1941–1943.[2]

2016 wurde in Zusammenarbeit mit der Universität Udine erstmals der jährliche Premio Friuli Storia Scuole ausgeschrieben. Er wird für den besten Aufsatz eines Schülers der Sekundarstufe II aus der Region Friaul vergeben, der das Thema Ein Geschichtsbuch, das nichts auslässt behandelt. Mit diesem Preis soll die Leserschaft historischer Bücher unter Jugendlichen verbreitert werden.